# Oxypoda gnara
Oxypoda gnara es una especie de escarabajo del género Oxypoda, familia Staphylinidae. Fue descrita científicamente por Casey en 1911.
Se distribuye por Canadá. Habita en unos bosques mixtos, sobre hojas húmedas y en estanques.